# Ефект порядкового номера

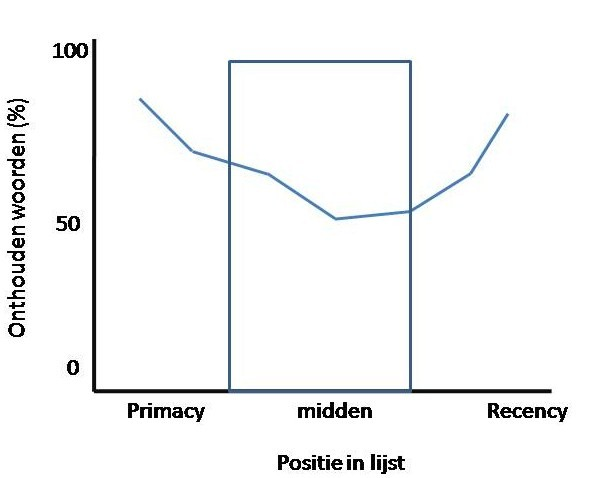
Графік, що показує криву у формі підкови, яка створюється ефектом порядкового номера.

Ефект порядкового номера — це тенденція людини найкраще пригадувати перший та останній предмет у серії, а ті, що в середині — найгірше. Термін був запропонований німецьким психологом Германом Еббінгаузом на наслідками досліджень, які він провів на собі, та стосується того, що точність пригадування змінюється як функція від місця розташування предмету у послідовному переліку. Коли людей просять пригадати перелік предметів у будь-якому порядку (довільне пригадування), люди мають схильність починати пригадування з кінця переліку, найкраще пригадуючи ці предмети (ефект нещодавності). А серед решти предметів, які йшли раніше, перші предмети у списку пригадуються краще і частіше, ніж ті, що в середині (ефект первинності).
Однією з запропонованих причин ефекту первинності є те, що початкові предмети найбільш ефективно зберігаються у довготривалій пам'яті оскільки їм приділяється більша обробка (перший предмет повторюється сам, другий — разом з першим, третій — з першим та другим, і т. д.). Ефект первинності зменшується, коли предмети представляються дуже швидко, та збільшується, коли представлення іде повільніше. Довші переліки зменшують ефект нещодавності.
Однією з теоретичних причин ефекту нещодавності є така: коли запитується пригадування, показані останніми предмети все ще присутні у короткочасній пам'яті. А предмети, які ні там, ні там (середні предмети) пригадуються найгірше. Додаткове пояснення ефекту нещодавності пов'язане з часовим контекстом: якщо опитування відбувається одразу після повторення, поточний часовий контекст може слугувати як підказка для пригадування, тому вважається, що більш недавні предмети мають бйльшу ймовірність бути пригаданими, ніж ті, які вивчались у іншому часовому контексті (раніше у переліку). Ефект нещодавності знижується, коли людині дається заважаюче завдання. Такі завдання стосуються короткочасної пам'яті, і якщо така відволікаюча активність триває більше 15-30 секунд, можуть повністю скасувати ефект нещодавності. Крім того, коли пригадування відбувається безпосередньо після тесту, ефект нещодавності постійний, незалежно від довжини переліку, або швидкості презентації предметів переліку.
Люди з амнезією, а саме з поганою здатністю формувати постійні довготривалі спогади, не демонструють ефекту первинності, але підвладні ефекту нещодавності, якщо пригадування відбувається безпосередньо після дослідження. Люди з хворобою Альцгеймера демонструють знижений ефект первинності, та як правило не мають ефекту нещодавності при пригадуванні.

## Ефект первинності
Ефект первинності, в психології та соціології, — це когнітивне упередження, коли людина пригадує початково надану їй інформацію краще, ніж інформацію надану після того. Наприклад, людина, яка прочитала достатньо довгий перелік слів, ймовірно краще пригадає слова з початку цього переліку, ніж ті, що були в середині.
Багато дослідників намагалися пояснити цей феномен через тести вільного пригадування. У деяких експериментах в кінці 20-го сторіччя було підмічено, що учасники, які знали, що їх будуть тестувати щодо пригадування предметів з переліку, повторювали їх. Зокрема, по мірі демонстрації предметів, вони повторювали їх для себе, і по мірі надання нових предметів, учасники повторювали раніше побачені з новими. Експеримент продемонстрував, що вплив ефекту первинності на пригадування зростав, коли предмети демонструвалися більш повільно, і в учасників було більше часу повторити попередні (первинні) предмети.
«Відкрите повторення» — це техніка, призначена для тестування схем повторення, які використовували учасники. В експерименті, який використовував цю техніку, учасників попросили вголос говорити предмети, які вони пригадали. І експериментатор зміг побачити, що учасники повторювали ранні предмети більше, ніж предмети в середині списку, а отже «заучували» перші предмети більше і пригадували їх потім краще, ніж ті, що в середині.
Інший експеримент, проведений Броуді та Мердоком, показав, що ефект нещодавності частково відповідальний за ефект первинності. У своєму експерименті, вони також використовували техніку відкритого повторення і побачили, що крім повторення раніших предметів більше, ніж наступних предметів, учасники також повторювали більш ранні предмети пізніше у своєму переліку. Тому, раніші предмети насправді були ближчими до тестового періоду внаслідок повторення, а отже їх пригадування може бути частково пояснено ефектом нещодавності.
Дослідження 2013 року також показало, що ефект первинності є суттєвим при прийнятті рішень на основі досвіду парадигми повторюваного вибору, процесу навчання також відомого як інструментальне кондиціонування. Автори дослідження показали, що цінність першої винагороди має важливість для наступної поведінки, феномен, який вони назвали первинність результату.
Ще в одному дослідженні, учасники отримали одно з двох речень, які насправді містять ідентичну інформацію. Наприклад, одному дали речення «Стів — розумний, старанний, критичний, імпульсивний та ревнивий», а іншому — «Стів — ревнивий, імпульсивний, критичний, старанний та розумний». Отже, в першому реченні спочатку йде позитивна риса, а в другому — спочатку негативна. Дослідники з'ясували, що учасники більш позитивно оцінювали Стіва, якщо вони отримали для прочитання перше речення, і гірше — якщо друге.

## Ефект нещодавності
Ефект нещодавності пояснюють два традиційні класи теорій пам'яті.
Моделі подвійного зберігання
Ці моделі вважають, що предмети, які знаходяться далі у списку, «дістаються» з легко-досяжного буферу короткострокової пам'яті людини. Тому предмети, які були вивчені тільки що, мають перевагу над тими, що були вивчені раніше, оскільки останні повинні буди «дістані» з більшими зусиллями з довгострокової пам'яті.
Важливим передбаченням цих моделей є те, що присутність відволікаючого стимулу, наприклад вирішення арифметичних задача протягом 10-30 секунд у паузі між презентацією списку та тестом послаблює ефект нещодавності. Оскільки короткострокова пам'ять має обмежений об'єм, відволюкаючий стимул заміщує останні предмети зі списку у короткостроковій пам'яті. І при тестуванні ці предмети вже можуть бути отримані лише з довгострокової пам'яті, а отже вони втратили свою перевагу, коли вони могли бути легко отримані з короткострокової пам'яті. Таким чином, моделі подвійного зберігання пояснюють і ефект нещодавності у негайних завданнях з пригадування, і згасання цього ефекту у відкладених завданнях з вільного пригадування.
Однак проблема з цією моделлю в тому, що вона не пояснює довгострокового ефекту нещодавності, який спостерігається при відкладеному пригадуванні, коли відволікаючий стимул втручається після кожного предмету зі списку (завдання з постійним відволікаючим стимулом). Оскільки відволікаючий стимул є і після останнього предмету зі списку, він мав би замістити цей предмет у короткостроковій пам'яті таким чином, щоб відбулось згасання ефекту нещодавності. Існування цього довгострокового ефекту нещодавності натякає на існування спільного механізму для негайного та довгострокового ефекту нещодавності.
Моделі одинарного зберігання
Відповідно до теорій одинарного зберігання, єдиний механізм є відповідальним за ефекти порядкового номера.
Перший тип моделі заснований на відносній часовій виразності, за якої затримка часу між тестом та вивченням кожного предмету зі списку визначає відносну конкурентноздатність сліду предмету в пам'яті щодо пригадування. В цій моделі, предмети в кінці переліку вважаються більш виразними, а тому більш легко пригадуваними.
Другий тип моделі заснований на констектуальній змінності, яка декларує, що отримання предметів з пам'яті пов'язано не лише з ментальним уявленням людини про сам предмет, але і про його контекст під час запам'ятовування. Оскільки контекст різний і змінюються з часом все більше, під час тесту на негайне пригадування, коли предмети в пам'яті конкурують за пригадування, вивчені недавно предмети мають контексти кодування більш схожі на контекст тесту, а отже пригадаються з більшою ймовірністю.
Крім питання негайного вільного пригадування, ці моделі також передбачають наявність ефекту нещодавності (або його відсутність) за умов відкладеного вільного пригадування та вільного пригадування при постійному відвалюкаючому стимулі. За умов відкладеного пригадування, стан контексту тесту віддалився від предметів зі списку зі зростаючим інтервалом затримки, що призводить до згасаючого ефекту нещодавності. За умов пригадування при постійному відволікаючому стимулі, хоча збільшені інтервали між презентацією предметів і зменшують схожість між контекстами вивчення та тесту, відносна схожість між предметами лишається незмінною. І доки процес пригадування є конкурентним, більш недавні предмети виграють, і ефект нещодавності буде спостерігатись.
Правило відношення
В цілому, важливе емпіричне спостереження щодо ефекту нещодавності є таким: значущою є не абсолютна тривалість інтервалів затримки (часу між вивченням та тестом) або тривалість інтервалів між презентацією предметів, а співвідношення першої до другої (правило відношення). В результаті, доки це співвідношення незмінне, ефект нещодавності буде спостерігатись незалежно від абсолютних значень інтервалів, на всіх шкалах часу, феномен відомий як інваріантність шкали часу.
Це суперечить моделям подвійного зберігання, які передбачають, що ефект нещодавності залежить від обсягу короткострокової пам'яті, і правило, що управляє неправильним розміщенням предметів знаходиться також у короткостроковій пам'яті.
Можливі пояснення або пояснюють, що ефект нещодавності виникає завдяки єдиному механізму, або пояснюють його з використанням іншого типу моделі, яка передбачає два різні механізми для негайного та довгострокового ефекту нещодавності. Одне з таких пояснень, запропоноване Давелааром та колегами (2005), вказує на те, що є дисоціації між негайним та довгостроковим ефектом нещодавності, які не можуть бути пояснені моделлю одинарного зберігання, і доводить, що негайний ефект нещодавності пояснюється існуванням короткострокової пам'яті, та пропонує другий механізм на основі контекстуальної зміни для пояснення довгострокового ефекту нещодавності.

## Пов'язані ефекти
В 1977 році психолог Вільям Крано вирішив окреслити дослідження для поглиблення більш ранніх висновків щодо причин ефектів порядкового номера, зокрема різниці між первинністю та нещодавністю, які вважалися недвозначними та протилежними у своїх прогнозах. Зокрема, він тестував:
Гіпотезу зміни значення«прикметники, представлені першими у списку стимулів створили очікування, якими були змінені значення більш пізніх дескрипторів в спробі зберегти послідовність у розумі сприймаючої людини.»
Дисконтування (відкидання) непослідовності«більші пізні описи у списку стимулів відкидалися, якщо вони не узгоджувались з більш ранніми прикметниками, що описували риси.»
Гіпотезу згасання уваги«більш ранні прикметники матимуть значно більше впливу, ніж більш пізні, і очікується, що виникне ефект первинності в стандартному завданні на формування вражень … навіть коли список стимулів містить риси значної ступені послідовності.»
Ефект послідовності або ефект лагу-нещодавності передбачає, що після успішного пригадування, з високою ймовірністю наступним буде пригаданий предмет, сусідній до пригаданого за порядковим номером у списку. Різниця між порядковими номерами цих двох предметів називається лагом порядкового номера. Інший фактор, що називається ймовірність умовної відповіді, є ймовірністю пригадування конкретного порядкового номера. Графік, який показує одночасно лаг порядкового номера та ймовірність умовної відповіді показує, що наступна пригадана відповідь мінімізує абсолютний лаг, з більшою ймовірністю пригадування наступного предмета, ніж попереднього.